# Julia Koschitz
Julia Koschitz née le 26 décembre 1974, à Bruxelles, est une actrice autrichienne. 
Elle est notamment connue pour son rôle du Docteur Maria Hassmann dans série télévisée Le Journal de Meg.

## Biographie
Elle est née à Bruxelles en Belgique. Elle a étudié à Elisabethenschule à Francfort puis a terminé ses études au Conservatoire Franz Schubert à Vienne. 
Elle parle couramment le français et l'anglais en plus de l'allemand (sa langue maternelle).

## Filmographie

### Cinéma

#### Longs métrages
- 2006 : Shoppen (de) de Ralf Westhoff : Susanna
- 2007 : Blöde Mütze de Johannes Schmid : Corinna
- 2009 : Der Fall des Lemming (de) de Nikolaus Leytner : Klara Breitner
- 2010 : Soccer Kids - Revolution (de) de Granz Henman : Pirosky
- 2010 : Der letzte schöne Herbsttag (de) de Ralf Westhoff : Claire
- 2012 : Ruhm de Isabel Kleefeld : Elisabeth
- 2014 : Wir sind die Neuen (de) de Ralf Westhoff : une jeune femme
- 2014 : Tour de Force (Hin und Weg) de Christian Zübert : Kiki
- 2014 : Bocksprünge de Eckhard Preuß : Maja
- 2015 : Kleine Ziege, sturer Bock de Johannes Fabrick : Julia
- 2015 : La traque du fantôme de glace (Gespensterjäger – Auf eisiger Spur) de Tobi Baumann : Patricia Tomsky
- 2016 : Jonathan de Piotr J. Lewandowski : Anka
- 2017 : Nachtschatten de Daniel Harrich : ?
- 2017 : Happy Burnout de André Erkau : Merle
- 2020 : Notre maison hantée (Das schaurige Haus) de Daniel Prochaska : Sabine

#### Courts métrages
- 2005 : Externum de Michael Wolf : une amatrice
- 2008 : Hollenritt de Martin Busker : Karin
- 2011 : Das Beste draus machen de Eckhard Preuß : Maja

### Télévision

#### Téléfilms
- 2007 : La légende du trésor englouti (Die Jäger des Ostsee-Schatzes) de Diethard Küster : Birte Brodersen
- 2008 : Les justicières de la nuit (Putzfrau Undercover) de Ralf Huettner : Dr. Maja Berger
- 2009 : Woran dein Herz hängt de Donald Kraemer : Sandra Lindt
- 2009 : Wohin mit Vater? (de) de Tim Trageser : Paula
- 2009 : Le bateau de l'amour (de) de Jorgo Papavassiliou : Isabell Kolditz
- 2010 : Le combat d'Andréa de Diethard Küster : Andrea Fichtner
- 2010 : Eloge de l'innocence (Uns trennt das Leben) de Alexander Dierbach : Nora
- 2011 : Der letzte schöne Tag (de) de Johannes Fabrick : Sybille Langhoff
- 2011 : Männer ticken, Frauen anders de Rolf Silber : Alice Tanner
- 2011 : Alexandra : Disparue (Vermisst – Alexandra Walch, 17) de Andreas Prochaska : Lisa Binder
- 2011 : Das Wunder von Kärnten de Andreas Prochaska : Lydia Martischek
- 2012 : Der Klügere zieht aus (de) de Christoph Schnee : Julia
- 2013 : Wenn es am schönsten ist de Johannes Fabrick : Hanna
- 2013 : Tödliche Versuchung de Johannes Fabrick : Helena Kettner
- 2013 : Pass gut auf ihn auf! de Johannes Fabrick : Miriam
- 2013 : München Mord – Wir sind die Neuen de Urs Egger : Laura Lancelotti
- 2014 : Die Toten von Hameln de Christian von Castelberg : Johanna Bischof
- 2014 : Am Ende des Sommers de Johannes Grieser : Lena Jung
- 2015 : Zweimal lebenslänglich (de) de Johannes Fabrick : Franziska
- 2015 : Unsichtbare Jahre (de) de Johannes Fabrick : Beate Kanter
- 2015 : Vertraue mir de Franziska Meletzky : Elena Wagner
- 2015 : Un mouton nommé Elvis de Johannes Fabrick : Julia
- 2015 : Harter Brocken de Stephan Wagner : Miriam Nohe
- 2015 : Am Ende des Sommers de Nikolaus Leytner : Sylvia
- 2016 : Schweigeminute (de) de Thorsten Schmidt (de) : Stella Petersen
- 2017 : Spuren des Bösen (de) de Andreas Prochaska : Clara Rink
- 2017 : Am Ruder de Stephan Wagner : Nina
- 2018 : Tatort: Mord ex Machina (de) : Natascha Tretschok
- 2019 : Sous le poirier, la mort (Unterm Birnbaum) de Uli Edel : Ursel Hradschek
- 2019 : Parce que tu m'appartiens (Weil du mir gehörst) de Alexander Dierbach : Julia

#### Séries télévisées
- 2004-2016 : München 7 : Sandra Holzapfel (27 épisodes)
- 2007 : Allein unter Bauern : Barbara Heinen (10 épisodes)
- 2007-2014 : Tatort : Henriette/Marie/Arztin (3 épisodes)
- 2008-2011 : Le Journal de Meg : Docteur Maria Hassmann (17 épisodes)
- 2010 : SOKO Köln : Heike Beckmann (1 épisode)
- 2013 : Le Renard : Anna Straub (1 épisode)
- 2016 : Das Sacher. In bester Gesellschaft (Mini-série) : Martha Aderhold (2 épisodes)